# Fröjereds kyrka
Fröjereds kyrka är en kyrkobyggnad belägen i Fröjered i Tidaholms kommun. Kyrkan tillhör Fröjereds församling i Skara stift och Svenska kyrkan.

## Kyrkobyggnaden
Fröjereds kyrka ligger med koret åt öster och består av ett långhus och högt lanterninprytt västtorn med spira i väster. Kyrkan byggdes år 1858 efter ritningar av A. R. Pettersson. Den ersatte en liten medeltida kyrka, belägen i parken väster om prästgården, som revs. Kyrkan har plats för 150 personer.

## Kyrkogård
Kyrkogården är omgiven av en kallmur av gråsten och en rad träd. På kyrkogården finns ett bårhus, ett begravningskapell och ett järnkors.

## Inventarier
- Målning Kristi himmelsfärd av konstnären Birger Sandzén från år 1907 pryder altaret.
- Den gamla altaruppsatsen bestående av flera träskulpturer, som beskriver korsfästelsen, hänger utmed den södra långhusväggen och är skänkt till Fröjereds kyrka år 1707 av fru Catharina Hård.
- Läktarbarriär är från den gamla kyrkan och har målningar som bland annat föreställer evangelisterna.
- Den gamla kyrkans predikstol är placerad vid den norra långhusväggen och är försedd med talrika träsniderier med bilder av bland annat Jesus och evangelisterna.
- Från den gamla kyrkan finns predikstolens timglas, en medeltida primklocka och en blå mässkrud från år 1793 bevarad.

### Klockor
I tornet hänger två klockor. Storklockan är gjuten 1682, väger 325 kg och bär texten: ''Den store Guds namn till ära och Fröiereds kiörka till prydnad hafver församlingen denna klåcka förbättrat och omgjutit låtit anno 1682”. Lillklockan är från 1894 och väger 210 kg.

### Orgel
- På västra läktaren finns en orgel med en ljudande fasad tillverkad 1861 av Johan Nikolaus Söderling. Den renoverades 1994-1995 av Smedmans Orgelbyggeri och är i stort sett i originalskick.[1] Instrumentet har åtta stämmor fördelade på manual och pedal.[3]
- I koret finns en orgel med ljudande fasad och åtta stämmor fördelade på manual och pedal. Den är tillverkad 1985 av Smedmans Orgelbyggeri.[4]

## Bilder

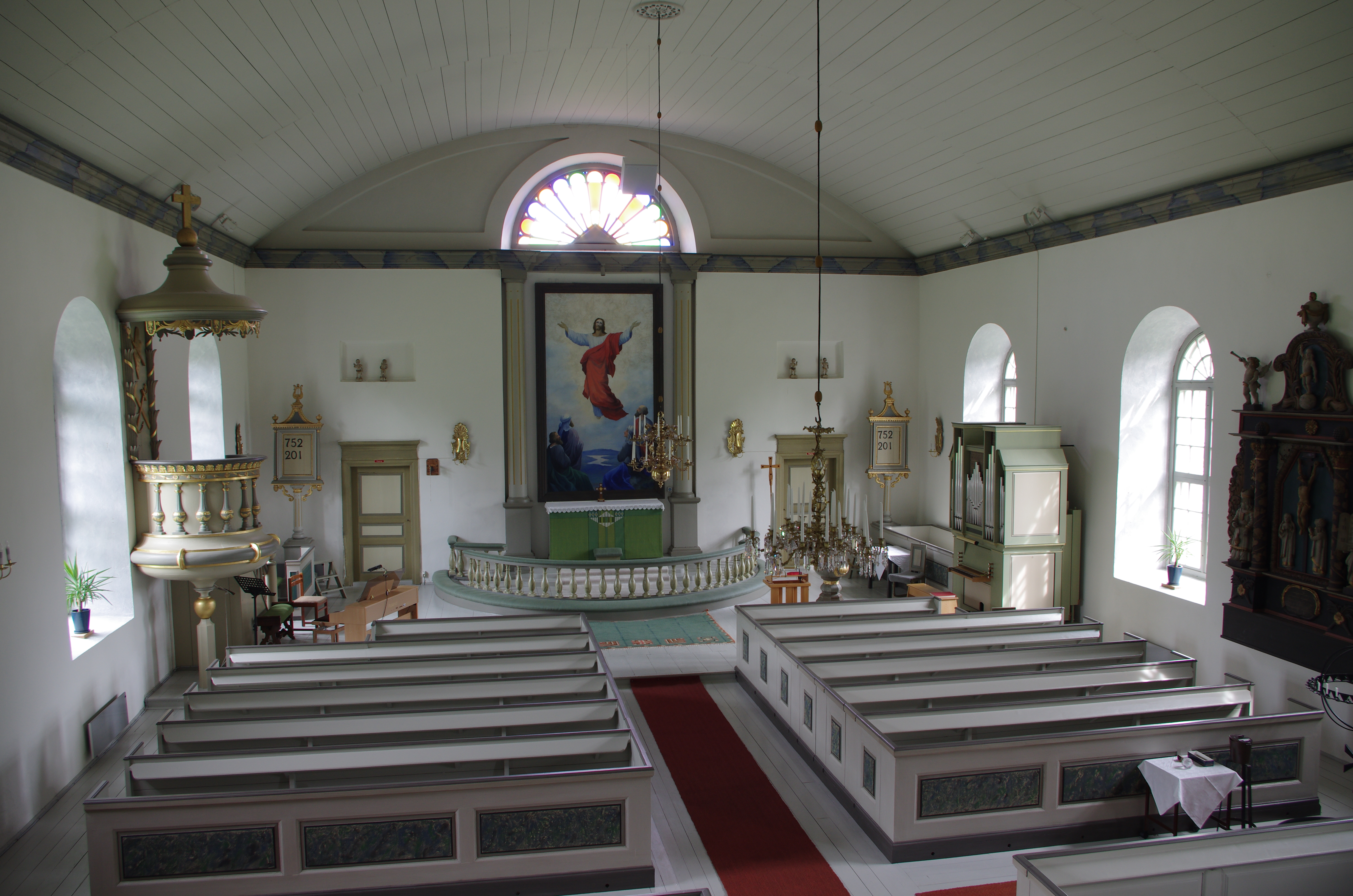
Kyrkans interiör mot koret.
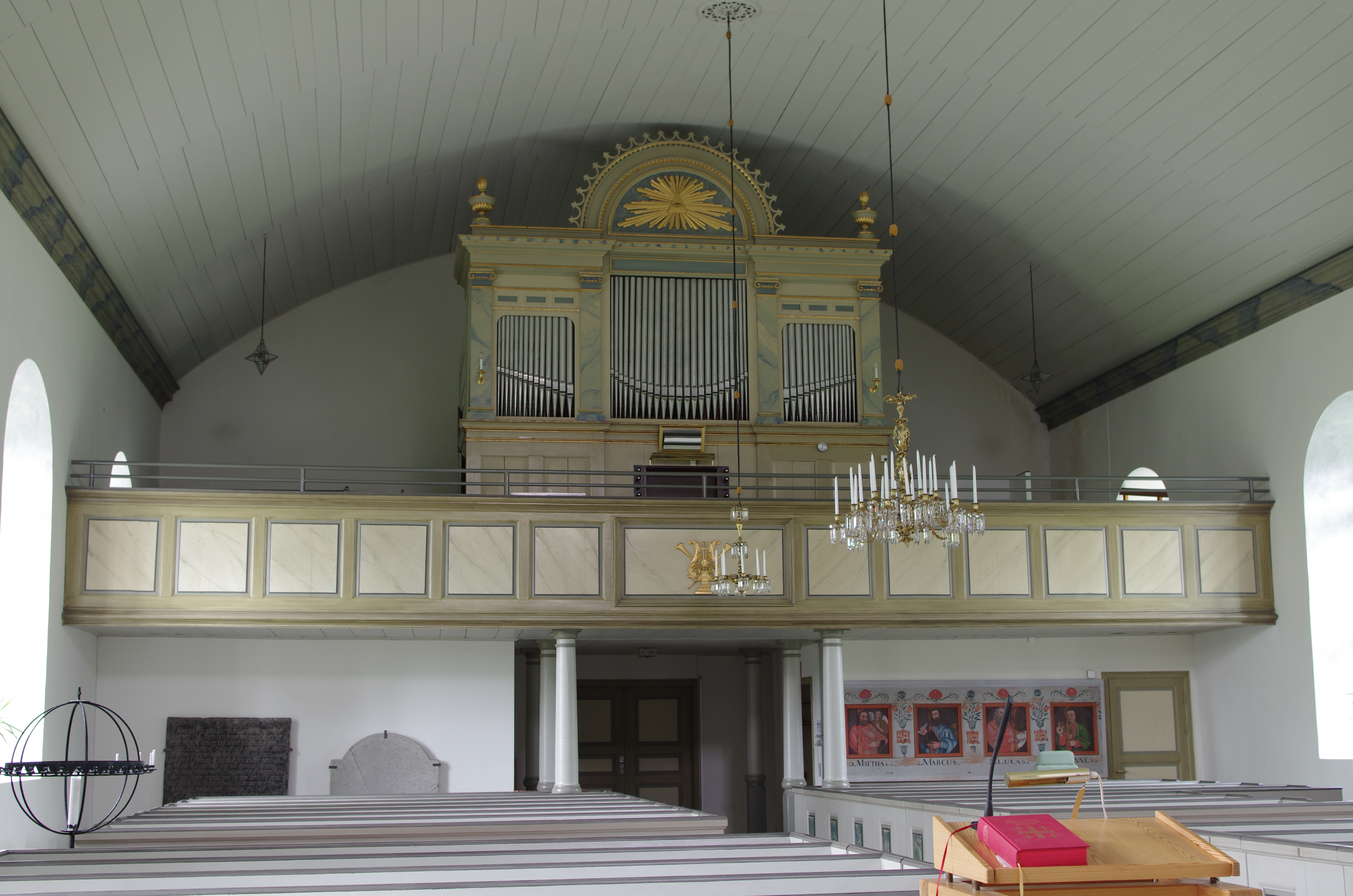
Orgel och orgelläktare från den gamla kyrkan.
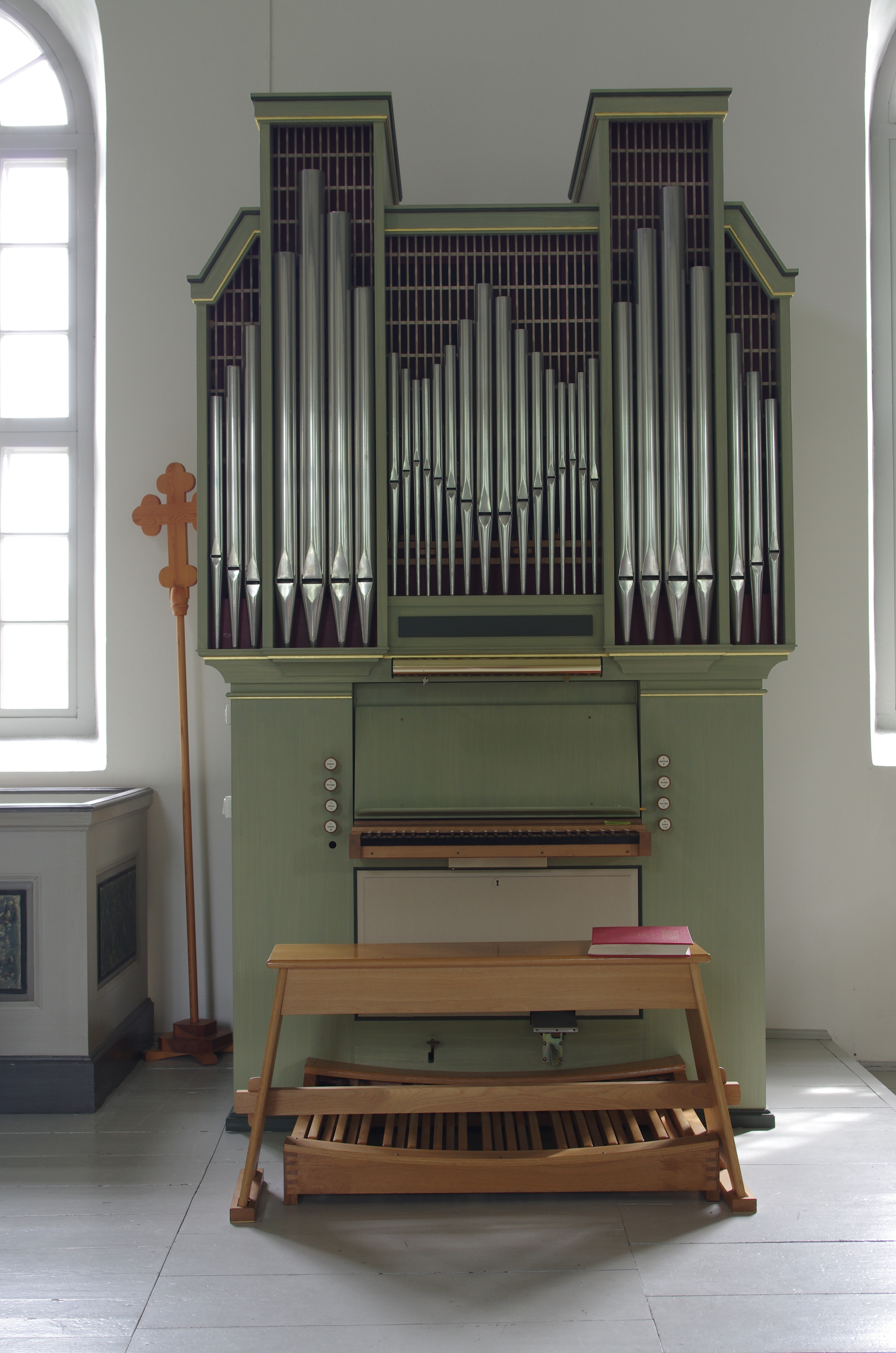
Kororgel.
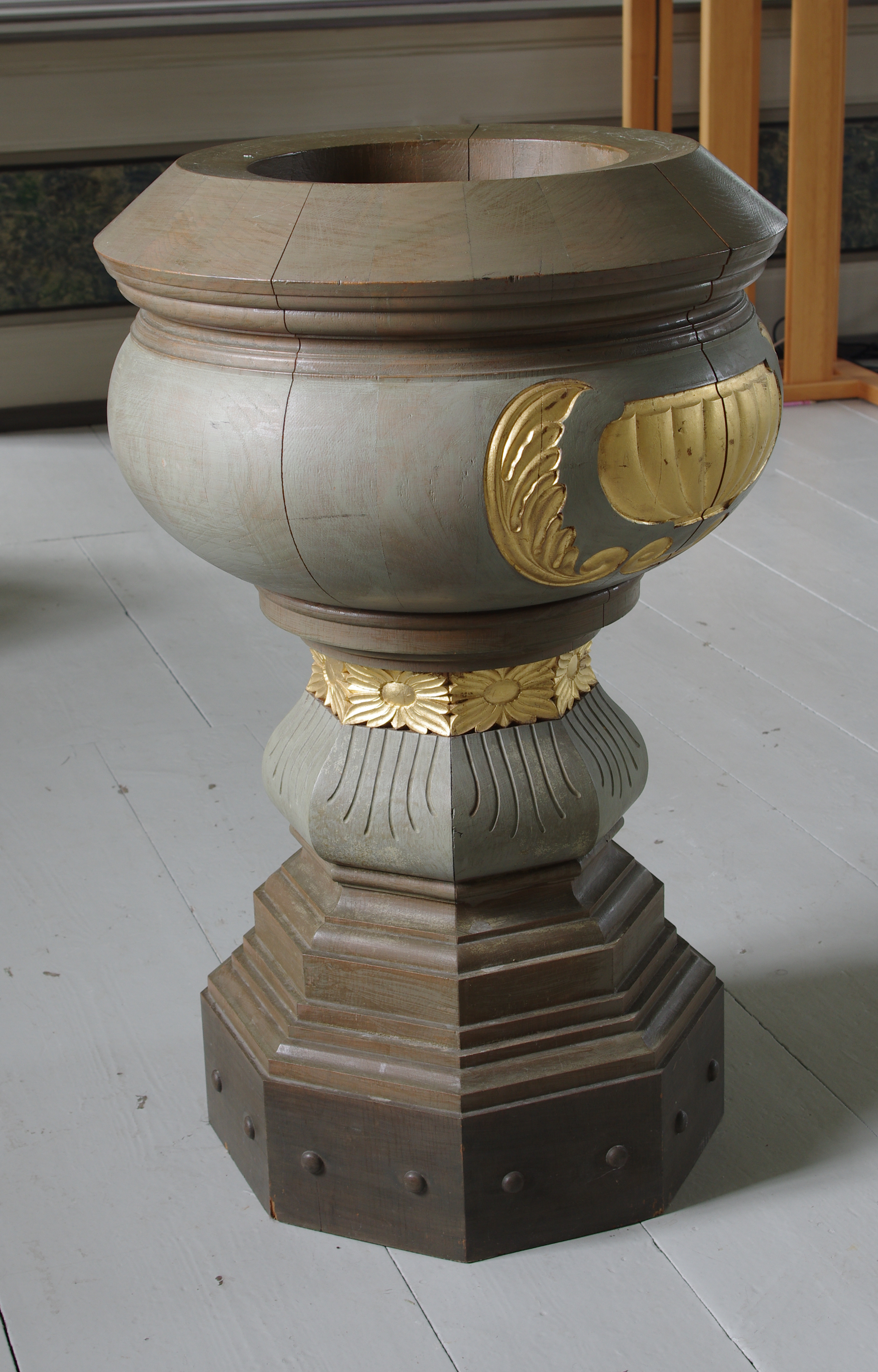
Dopfunt.
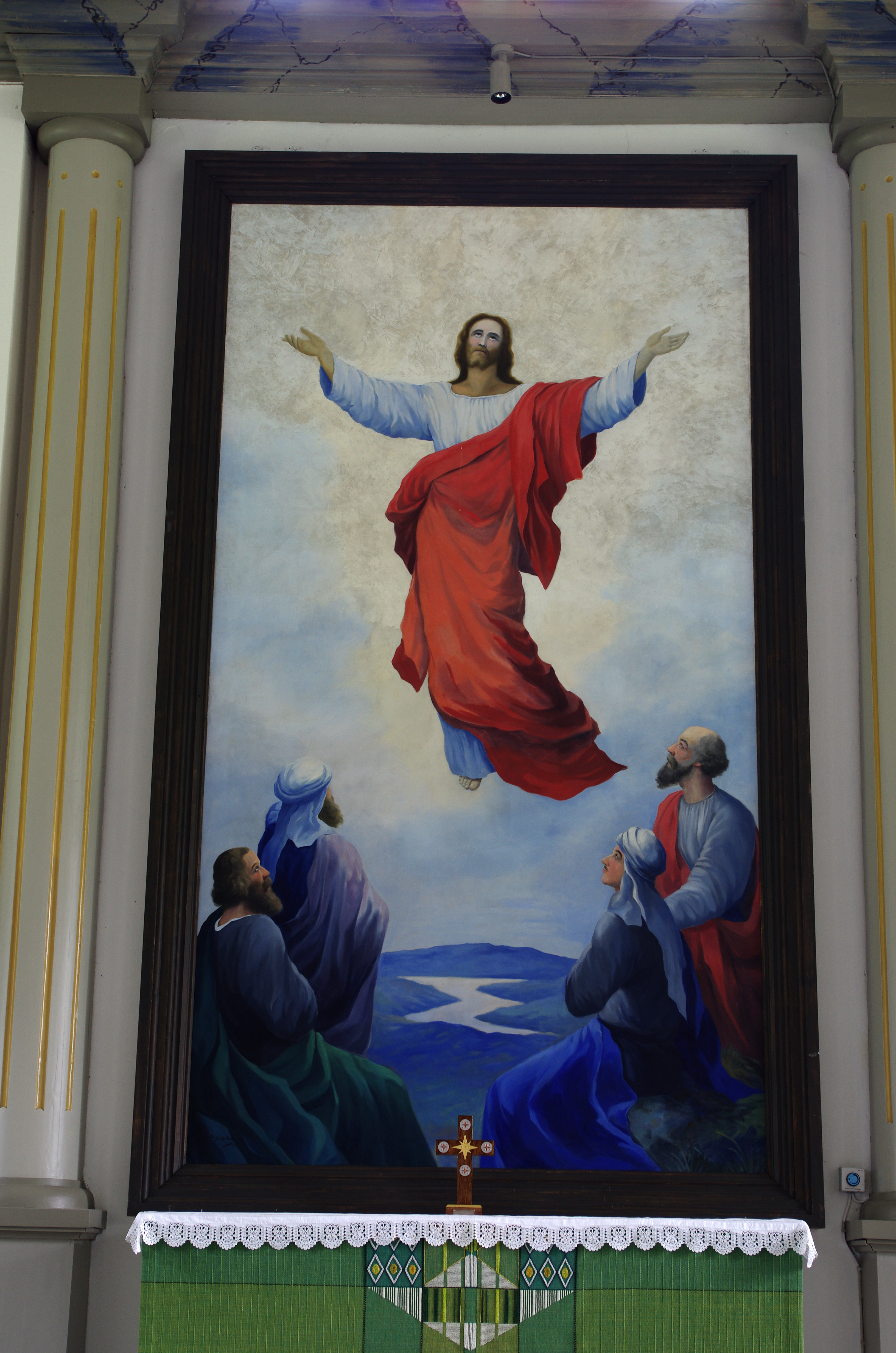
Kristi humelsfärd av Birger Sandzén från år 1907.